# Gran Premio di Gran Bretagna 1950
Il Gran Premio di Gran Bretagna 1950 è stata la prima prova della stagione 1950 del campionato mondiale di Formula 1 e in assoluto il primo Gran Premio di Formula 1. La gara si è corsa sabato 13 maggio sul circuito di Silverstone ed è stata vinta dall'italiano Nino Farina su Alfa Romeo, al primo successo in carriera; Farina ha preceduto all'arrivo due dei suoi compagni di squadra, il connazionale Luigi Fagioli e il britannico Reg Parnell.
È stato inoltre designato come Gran Premio d'Europa per il 1950.
Per Nino Farina è il primo hat trick (pole position, giro veloce e vittoria del Gran Premio) in carriera in Formula 1 e il primo della storia della competizione e per l'Alfa Romeo il primo Grand Chelem (includendo tutti i giri condotti in testa) grazie a Luigi Fagioli e Juan Manuel Fangio, gli altri piloti a condurre la gara.

## Vigilia

### Sviluppi futuri
Come risposta al campionato mondiale di motociclismo introdotto nel 1949, la Federazione Internazionale dell'Automobile istituisce un campionato mondiale riservato ai piloti di Formula 1 — erede della Formula Grand Prix —, su proposta del pilota Antonio Brivio. Per la prima stagione sono stati selezionati i 6 principali Gran Premi, quelli di Gran Bretagna, Monaco, Svizzera, Belgio, Francia e Italia, e la 500 Miglia di Indianapolis.

### Aspetti tecnici
Per il primo Gran Premio di Formula 1 si è corso sul circuito di Silverstone, in Inghilterra, una pista permanente realizzata in una ex base militare della Royal Air Force, la RAF Silverstone. Essa, da percorrere in senso orario, nella configurazione mantenuta nel 1950 e nel 1951 possedeva 8 curve, 5 a destra e 3 a sinistra, ed era lungo 4 649 m. Il tracciato seguiva il perimetro della base, abbandonando i precedenti tratti passanti sulle piste d'atterraggio, e in questa versione la griglia di partenza era posizionata sul Farm Straight.
Per il primo campionato mondiale di Formula 1 erano ancora valide le regole della Formula Grand Prix in vigore dal 1946: per quanto riguarda la motorizzazione delle vetture, esse dovevano montare un motore sovralimentato da 1,5 litri o uno aspirato da 4,5 litri, mentre, esclusivamente per la 500 Miglia di Indianapolis, venivano utilizzati in alternativa ai sovralimentati da 1500 cm³ motori aspirati da 3 litri, seguendo i regolamenti validi dal 1921. Le vetture avevano l'obbligo di possedere una protezione che impedisse il passaggio di fiammate dal vano motore al pilota, due specchietti e delle cinture di sicurezza. L'uso del casco, invece, non era obbligatorio.
Non erano previste regolamentazioni per quanto riguarda il peso della vettura, il numero di cilindri e la loro disposizione, il tipo di carburante né il consumo massimo.
Alla prima del campionato partecipano solo vetture con motori in linea a 4, 6 od 8 cilindri.

### Aspetti sportivi
Il Gran Premio di Gran Bretagna rappresenta dunque la gara inaugurale della stagione, il primo evento di 7 stabiliti nel calendario del campionato, tutti su suolo europeo fuorché la Indy 500, che si terrà in America. Si tratta in totale della quinta prova stagionale considerate le prime quattro extra calendario svolte tra il 10 e il 30 aprile; si erano infatti disputati il Gran Premio di Pau, il Gran Premio di Sanremo, il Richmond Trophy e il Gran Premio di Parigi. A quello di Gran Bretagna hanno assistito più di 120 000 persone e sulle tribune erano anche presenti il re Giorgio VI, la regina Elizabeth, la principessa Margaret, Louis Mountbatten ed Edwina Ashley.
Il sistema di punteggio vigente alla prima stagione prevedeva l'assegnazione di punti ai primi cinque classificati, i quali ricevevano rispettivamente 8, 6, 4, 3 e 2 punti, e un ulteriore punto a chi segnasse il giro più veloce della gara. Il regolamento dell'epoca prevedeva inoltre la possibilità che su una stessa vettura si alternassero alla guida più piloti: in questo caso i punti ottenuti in base all'ordine di arrivo della vettura venivano divisi tra i piloti che l'avevano guidata durante la gara. Per il computo della classifica finale del mondiale venivano considerati solo i migliori quattro risultati ottenuti dal pilota sulle sette prove disputate.
Tra le scuderie italiane l'Alfa Romeo si presentò con quattro 158 guidate da Nino Farina, Juan Manuel Fangio, Luigi Fagioli e Reg Parnell, l'Officina Alfieri Maserati con una sola 4CLT-48 guidata dal monegasco Louis Chiron mentre la Scuderia Ambrosiana con due vetture Maserati 4CLT-48 guidate dai britannici David Murray e David Hampshire. Al Gran Premio era iscritto anche Felice Bonetto, con la Scuderia Milano, tuttavia non arrivò alla gara. La Ferrari, invece, preferì non prendere parte alla corsa con Enzo Ferrari che si lamentò con la stampa del limitato ingaggio offertogli dagli organizzatori.
La squadra francese Automobiles Talbot-Darracq iscrisse quattro vetture, guidate dai francesi Philippe Étancelin, Louis Rosier, Yves Giraud-Cabantous ed Eugène Martin.  Tutti hanno guidato il modello T26C, in particolare gli ultimi due la versione T26C-DA.
Tra le scuderie private erano presenti la svizzera Scuderia Enrico Platé con i piloti Toulo de Graffenried e Prince Bira, la Écurie Belge con il belga Johnny Claes e il britannico Leslie Johnson che si presentò come pilota della scuderia T.A.S.O. Mathieson. Tali scuderie hanno rispettivamente gareggiato a bordo della Talbot-Lago T26C, della Maserati 4CLT-50 e della ERA E. 
Corsero anche i piloti privati Bob Gerard e Cuth Harrison su ERA B, Peter Walker su ERA E, Joe Kelly e Geoff Crossley su Alta GP e Joe Fry su Maserati 4CL.

## Qualifiche

### Risultati
Nella sessione di qualifica si è avuta questa situazione:
| Pos | Nº | Pilota                | Costruttore        | Tempo  | Griglia |
| --- | -- | --------------------- | ------------------ | ------ | ------- |
| 1   | 2  | Nino Farina           | Alfa Romeo         | 1'50"8 | 1       |
| 2   | 3  | Luigi Fagioli         | Alfa Romeo         | 1'51"0 | 2       |
| 3   | 1  | Juan Manuel Fangio    | Alfa Romeo         | 1'51"0 | 3       |
| 4   | 4  | Reg Parnell           | Alfa Romeo         | 1'52"2 | 4       |
| 5   | 21 | Prince Bira           | Maserati           | 1'52"6 | 5       |
| 6   | 14 | Yves Giraud-Cabantous | Talbot-Lago-Talbot | 1'53"4 | 6       |
| 7   | 17 | Eugène Martin         | Talbot-Lago-Talbot | 1'55"4 | 7       |
| 8   | 20 | Toulo de Graffenried  | Maserati           | 1'55"8 | 8       |
| 9   | 15 | Louis Rosier          | Talbot-Lago-Talbot | 1'56"0 | 9       |
| 10  | 9  | Peter Walker          | ERA                | 1'56"6 | 10      |
| 11  | 19 | Louis Chiron          | Maserati           | 1'56"6 | 11      |
| 12  | 8  | Leslie Johnson        | ERA                | 1'57"4 | 12      |
| 13  | 12 | Bob Gerard            | ERA                | 1'57"4 | 13      |
| 14  | 16 | Philippe Étancelin    | Talbot-Lago-Talbot | 1'57"8 | 14      |
| 15  | 11 | Cuth Harrison         | ERA                | 1'58"4 | 15      |
| 16  | 6  | David Hampshire       | Maserati           | 2'01"0 | 16      |
| 17  | 24 | Geoff Crossley        | Alta               | 2'02"6 | 17      |
| 18  | 5  | David Murray          | Maserati           | 2'05"6 | 18      |
| 19  | 23 | Joe Kelly             | Alta               | 2'06"2 | 19      |
| 20  | 10 | Joe Fry               | Maserati           | 2'07"0 | 20      |
| 21  | 18 | Johnny Claes          | Talbot-Lago-Talbot | 2'08"8 | 21      |

## Gara

### Resoconto

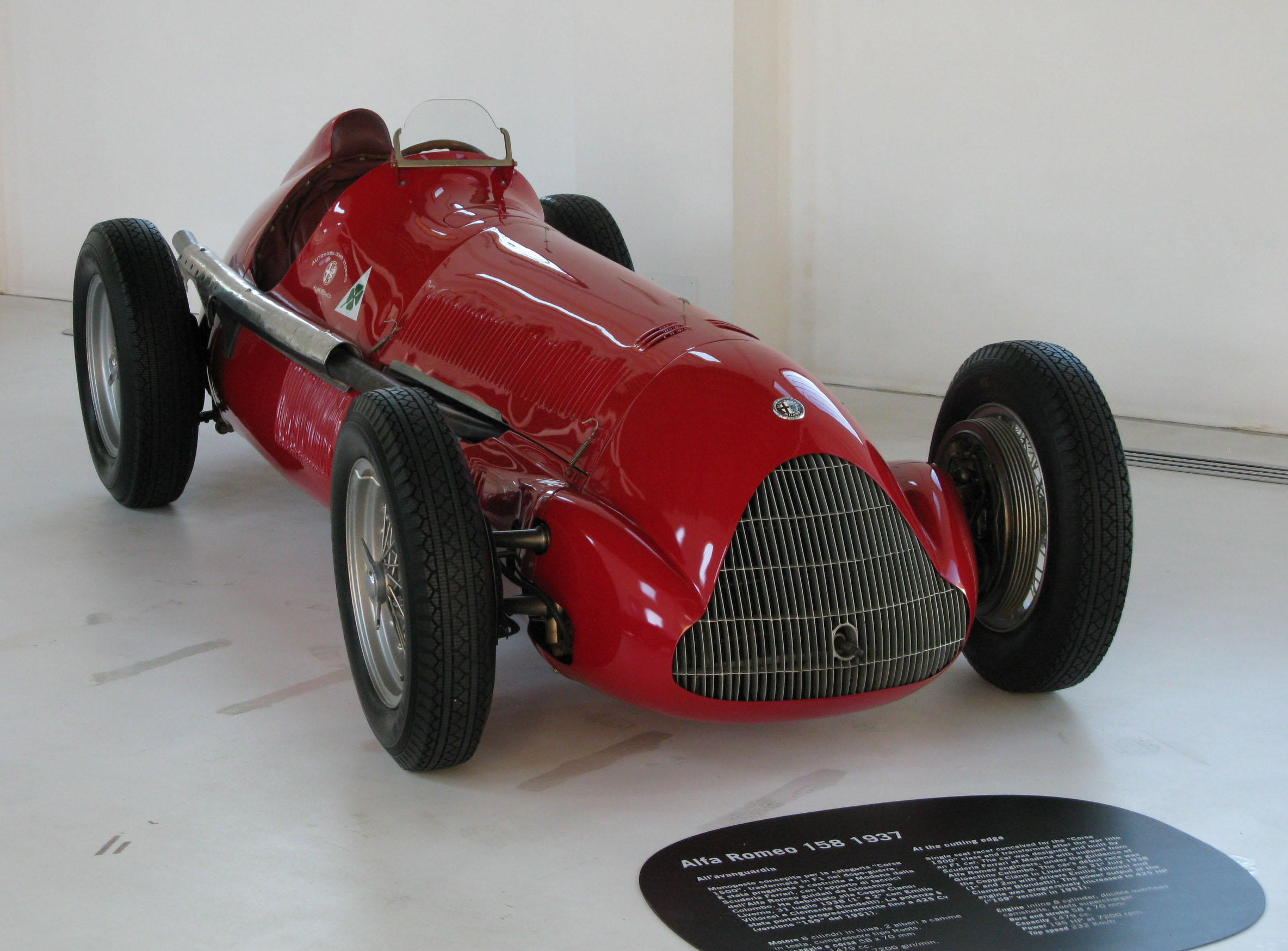
L'Alfa Romeo 158, la prima vettura vincitrice di un Gran Premio di Formula 1

Le Alfa Romeo dominano gli avversari fin dalla giornata delle qualifiche, riuscendo a piazzare i suoi quattro piloti in prima fila. Alla partenza della gara, Nino Farina prende subito la testa e ottiene alla seconda tornata il giro più veloce in 1'50"6 incamerando un punto ulteriore, con Luigi Fagioli e Juan Manuel Fangio che lo seguono a breve distanza. Nei primi giri i tre si scambiarono frequentemente le posizioni di testa fino a quando l'argentino è costretto a ritirarsi per problemi di lubrificazione al sessantaduesimo giro. Così Farina vince tranquillamente la gara distanziando Fagioli per 2"6 e con Reg Parnell che si classifica terzo.
Degli altri piloti, Prince Bira compie una buona gara fino al suo ritiro per esaurimento del carburante al quarantanovesimo giro. Geoff Crossley e David Murray si ritirano entrambi al quarantaquattresimo giro, rispettivamente per problemi alla trasmissione e al motore. Toulo de Graffenried esce al trentaquattresimo giro per problemi alla trasmissione mentre Louis Chiron ha noie alla frizione e si ritira al ventiquattresimo giro. Quasi subito escono di scena Eugène Martin al nono giro, per insufficiente pressione dell'olio, al quinto giro Peter Walker per il cambio, e al secondo giro Leslie Johnson per noie all'alimentazione.
Dopo i primi 45 giri sulla vettura numero 10 avviene lo scambio tra Joe Fry e Brian Shawe-Taylor, il quale terminerà la gara 19 giri dopo. Anche sull'auto numero 9 avviene uno scambio: a Peter Walker subentra Tony Rolt; tuttavia insieme riescono a completare solo 5 giri, rispettivamente 2 e 3.
Nino Farina realizza il primo hat trick, ovvero pole position, vittoria e giro più veloce, nella storia della Formula 1. Rimane in testa per 63 dei 70 giri, fallendo il Grand Chelem per non aver condotto la gara nei rimanenti 7 giri. Esso viene conquistato comunque dall'Alfa Romeo in quanto anche l'altro pilota a condurre la gara, Juan Manuel Fangio, è in forza alla casa del Biscione.
L'Alfa Romeo diviene una delle sole quattro squadre ufficiali di Formula 1 ad aver vinto un Gran Premio da debuttante, assieme alla Mercedes, alla Walter Wolf Racing e alla Brawn, trionfanti rispettivamente nel Gran Premio di Francia 1954, nel Gran Premio d'Argentina 1977 e nel Gran Premio d'Australia 2009. Anche Nino Farina vince da esordiente, così come ci riusciranno solo altri due piloti: Johnnie Parsons nella successiva 500 Miglia di Indianapolis e Giancarlo Baghetti nel Gran Premio di Francia 1961.

### Risultati
I risultati del Gran Premio sono i seguenti:
| Pos | Nº | Pilota                     | Costruttore        | Giri | Tempo/Ritiro        | Griglia | Punti |
| --- | -- | -------------------------- | ------------------ | ---- | ------------------- | ------- | ----- |
| 1   | 2  | Nino Farina                | Alfa Romeo         | 70   | 2h13'23"6           | 1       | 9     |
| 2   | 3  | Luigi Fagioli              | Alfa Romeo         | 70   | +2"6                | 2       | 6     |
| 3   | 4  | Reg Parnell                | Alfa Romeo         | 70   | +52"0               | 4       | 4     |
| 4   | 14 | Yves Giraud-Cabantous      | Talbot-Lago-Talbot | 68   | +2 giri             | 6       | 3     |
| 5   | 15 | Louis Rosier               | Talbot-Lago-Talbot | 68   | +2 giri             | 9       | 2     |
| 6   | 12 | Bob Gerard                 | ERA                | 67   | +3 giri             | 13      |       |
| 7   | 11 | Cuth Harrison              | ERA                | 67   | +3 giri             | 15      |       |
| 8   | 16 | Philippe Étancelin         | Talbot-Lago-Talbot | 65   | +5 giri             | 14      |       |
| 9   | 6  | David Hampshire            | Maserati           | 64   | +6 giri             | 16      |       |
| 10  | 10 | Joe Fry Brian Shawe-Taylor | Maserati           | 64   | +6 giri             | 20      |       |
| 11  | 18 | Johnny Claes               | Talbot-Lago-Talbot | 64   | +6 giri             | 21      |       |
| Rit | 1  | Juan Manuel Fangio         | Alfa Romeo         | 62   | Tubo dell'olio      | 3       |       |
| NC  | 23 | Joe Kelly                  | Alta               | 57   | +13 giri            | 19      |       |
| Rit | 21 | Prince Bira                | Maserati           | 49   | Fine del carburante | 5       |       |
| Rit | 5  | David Murray               | Maserati           | 44   | Motore              | 18      |       |
| Rit | 24 | Geoff Crossley             | Alta               | 43   | Trasmissione        | 17      |       |
| Rit | 20 | Toulo de Graffenried       | Maserati           | 36   | Motore              | 8       |       |
| Rit | 19 | Louis Chiron               | Maserati           | 24   | Frizione            | 11      |       |
| Rit | 17 | Eugène Martin              | Talbot-Lago-Talbot | 8    | Pressione dell'olio | 7       |       |
| Rit | 9  | Peter Walker Tony Rolt     | ERA                | 5    | Cambio              | 10      |       |
| Rit | 8  | Leslie Johnson             | ERA                | 2    | Compressore         | 12      |       |

Nino Farina riceve un punto addizionale per aver segnato il giro più veloce della gara.

## Classifica mondiale
| Pos | Pilota                | Punti |
| --- | --------------------- | ----- |
| 1   | Nino Farina           | 9     |
| 2   | Luigi Fagioli         | 6     |
| 3   | Reg Parnell           | 4     |
| 4   | Yves Giraud-Cabantous | 3     |
| 5   | Louis Rosier          | 2     |